# Modibo Maïga
Pour les articles homonymes, voir Maïga.
Modibo Maïga est un footballeur international malien né le 3 septembre 1987 à Bamako. Il évolue au poste d'avant-centre à l'Ajman Club aux Émirats arabes unis.

## Biographie
Il grandit dans le quartier de Djikoroni Para, à Bamako au milieu de 15 frères et sœurs. Enfant, il participait au tournoi de football inter-quartiers de Bamako.
Philippe Romieu, recruteur du Mans FC, lui permet de rejoindre Le Mans en janvier 2007 sous la forme d'un prêt de six mois avec option d'achat. Il évolue alors à ce moment sous les couleurs du Raja Casablanca avec qui il a remporté plusieurs trophées dont la Coupe du Trône et la Ligue des champions arabes. 
Il s'entraîne et joue dans un premier temps avec la CFA. Pour son premier match en CFA, il réussit un doublé. Sans avoir joué avec l'équipe première, il signe un contrat de deux ans avec Le Mans à l'issue de ce prêt, et le prolonge par la suite.
Maïga réalise une bonne saison 2008-2009 en inscrivant 8 buts en 30 matchs, il est aussi l'auteur de plusieurs doublés face à Lille et Le Havre, ceux-ci permettant en partie à son équipe de se maintenir en Ligue 1. Il devient alors titulaire indiscutable de l'attaque mancelle avec son compère Gervinho. Après le départ de celui-ci au LOSC, on lui confie avec Anthony Le Tallec les clés de l'attaque du MUC.
À la suite de la relégation du MUC en Ligue 2, il entame un conflit avec son club pour obtenir d'être transféré au FC Sochaux. Il signe un contrat de quatre ans. Le montant du transfert est évalué à trois millions d'euros.

### FC Sochaux-Montbéliard
Modibo Maïga réussit une bonne première partie de saison à Sochaux avec 6 buts en 18 matchs de championnat. Il est souvent mis à la pointe de l'attaque sochalienne avec le Nigérian Brown Ideye.
En 23 matches de L1, il marque 10 buts et avec Ideye (10 buts chacun) ils marquent un peu plus de la moitié des buts du FC Sochaux Montbéliard (20 sur 39). Lors de la 31e journée, il marque un doublé rapide aux 81e et 86e minutes contre Caen, permettant à son équipe de gagner 3-2.
L'international malien termine, à égalité avec son compère Nigérian Brown Ideye meilleur buteur du club franc-comtois, avec quinze buts. La saison 2010-2011 des Lionceaux est des plus réussies, puisqu'elle leur offre la cinquième place de Ligue 1, synonyme de ticket pour la Ligue Europa.
Le vendredi 12 août 2011, il annonce à son club qu'il ne rejouera plus sous les couleurs du FC Sochaux-Montbéliard car il souhaite être transféré à Newcastle. Il refuse de jouer contre le Stade Malherbe de Caen puis contre l'AS Nancy-Lorraine. Il retrouve finalement le maillot jaune et bleu à l'occasion de la sévère élimination de la Ligue Europa 0-4 de Sochaux à domicile face au Metalist Kharkiv. Il disparaît une nouvelle fois quelques jours plus tard, le 31 août 2011, et ne se présente pas en sélection pour le match décisif pour la qualification du Mali à la CAN 2012 face au Cap-Vert le 3 septembre 2011.
De retour en club, il joue le match face au FC Lorient avant de disparaître de nouveau tout comme son coéquipier Kévin Anin. Ils sont alors tous deux écartés du groupe. Avec l'équipe B du FCSM, il signe un doublé en CFA. Sochaux, pouvant difficilement se passer d'un tel buteur, décide finalement de réintégrer le Malien au sein de son groupe. Lors du match contre le Stade rennais, il marque le but de l'égalisation sochalienne avant que l'équipe s'effondre en deuxième mi-temps et s'incline 2-6 à domicile. Trois jours plus tard, il ouvre le score contre l'AJ Auxerre mais le FCSM prend 4 buts en deuxième mi-temps et s'incline 4-1. Le week-end suivant, il inscrit un doublé contre le Toulouse FC, portant le nombre de ses réalisations à 4, en 3 matchs. Alors que ses performances forçaient au respect, il insulte publiquement les supporters à l'issue du match. Il ne marquera ensuite plus lors de ses 16 matchs suivants, c'est-à-dire sur une période d'un peu moins de six mois.

### West Ham United
Le 17 juillet 2012, Maïga passe avec succès sa visite médicale au club de West Ham United. Il signe le jour suivant un contrat de 4 ans, avec deux années supplémentaires en option, pour un montant d'environ 7 millions d'euros. Il fait ses débuts en Premier League le 18 août 2012 contre Aston Villa, en rentrant à la 81e minute, dans une rencontre qui se termina 1-0 en faveur de West Ham. Il marque son premier but pour son nouveau club le 28 août 2012 contre Crewe Alexandra, dans un match du second tour de la League Cup. Son premier but en championnat date du 20 octobre 2012, dans un match remporté 4-1 contre Southampton.

#### FC Metz
Le 27 août 2014, il est prêté un an avec option d'achat au FC Metz. Il inscrit ses premiers buts pour ce club lorrain lors de la 12e journée de Ligue 1 avec un doublé face au SM Caen (victoire 3-2).

#### Al-Nassr
Modibo Maiga n'aura pas évité la descente du FC Metz en Ligue 2. Le club décide de ne pas lever l'option d'achat. Il retourne donc au West Ham United avant d'être vendu à l'Al Nasr Riyad en Arabie saoudite. 
En août 2016, il résilie son contrat avec le club saoudien.

## Statistiques
| Saison                | Club                  | Championnat           | Championnat | Championnat | Coupe(s) nationale(s) | Coupe(s) nationale(s) | Compétition(s) continentale(s) | Compétition(s) continentale(s) | Compétition(s) continentale(s) | Total | Total |
| Saison                | Club                  | Division              | M.          | B.          | M.                    | B.                    | Comp.                          | M.                             | B.                             | M.    | B.    |
| 2007-2008             | Le Mans               | Ligue 1               | 19          | 0           | 3                     | 0                     | -                              | -                              | -                              | 22    | 0     |
| 2008-2009             | Le Mans               | Ligue 1               | 37          | 8           | 4                     | 0                     | -                              | -                              | -                              | 41    | 8     |
| 2009-2010             | Le Mans               | Ligue 1               | 32          | 7           | 3                     | 0                     | -                              | -                              | -                              | 35    | 7     |
| Sous-total            | Sous-total            | Sous-total            | 88          | 15          | 10                    | 0                     | -                              | -                              | -                              | 98    | 15    |
| 2010-2011             | Sochaux               | Ligue 1               | 36          | 15          | 3                     | 1                     | -                              | -                              | -                              | 39    | 16    |
| 2011-2012             | Sochaux               | Ligue 1               | 23          | 9           | 1                     | 0                     | C3                             | 1                              | 0                              | 25    | 9     |
| Sous-total            | Sous-total            | Sous-total            | 59          | 24          | 4                     | 1                     | -                              | 1                              | 0                              | 64    | 25    |
| 2012-2013             | West Ham United       | Premier League        | 17          | 2           | 2                     | 2                     | -                              | -                              | -                              | 19    | 4     |
| 2013-2014             | West Ham United       | Premier League        | 14          | 1           | 5                     | 1                     | -                              | -                              | -                              | 19    | 2     |
| Sous-total            | Sous-total            | Sous-total            | 31          | 3           | 7                     | 3                     | -                              | -                              | -                              | 38    | 6     |
| Total sur la carrière | Total sur la carrière | Total sur la carrière | 178         | 43          | 21                    | 4                     | -                              | 1                              | 0                              | 200   | 47    |

Dernière modification le 15 avril 2014

## Palmarès
|  |  | Raja Casablanca - Vainqueur de la Coupe du Trône en 2005 - Vainqueur de la Ligue des champions arabes en 2006 - Demi-finaliste de la Ligue des champions de la CAF en 2005 Buriram United - Vainqueur de la Coupe des champions de Thaïlande (en) en 2019 (en) |

## Buts internationaux
|     | Date             | Lieu                                         | Adversaire    | Résultat | Compétition                                          |
| --- | ---------------- | -------------------------------------------- | ------------- | -------- | ---------------------------------------------------- |
| 1.  | 25 mars 2008     |                                              | France A'     | 2-3      | Amical                                               |
| 2.  | 21 juin 2009     | Stade du 26 mars, Bamako, Mali               | Bénin         | 3-1      | Qualifications coupe du monde 2010                   |
| 3.  | 12 août 2009     |                                              | Burkina Faso  | 3-0      | Amical                                               |
| 4.  | 17 novembre 2010 | Stade des Vertus, Dieppe, France             | RD Congo      | 3-1      | Amical                                               |
| 5.  | 10 août 2011     | Stade Mustapha-Ben-Jannet, Monastir, Tunisie | Tunisie       | 2-4      | Amical                                               |
| 6.  | 10 juin 2012     | Mali                                         | Algérie       | 2-1      | Qualifications coupe du monde 2014                   |
| 7.  | 9 septembre 2012 | Mali                                         | Botswana      | 3-0      | Éliminatoires de la coupe d'Afrique des nations 2013 |
| 8.  | 13 octobre 2012  | Botswana                                     | Botswana      | 1-4      | Éliminatoires de la coupe d'Afrique des nations 2013 |
| 9.  | 15 octobre 2013  |                                              | Corée du Sud  | 1-3      | Amical                                               |
| 10. | 28 janvier 2015  |                                              | Guinée        | 1-4      | Coupe d'Afrique des nations 2015                     |
| 11. | 13 juin 2015     |                                              | Soudan du Sud | 2-0      | Éliminatoires de la coupe d'Afrique des nations 2017 |
| 12. | 9 octobre 2015   |                                              | Burkina Faso  | 4-1      | Amical                                               |
| 13. | 4 juin 2016      |                                              | Soudan du Sud | 3-0      | Éliminatoires de la coupe d'Afrique des nations 2017 |